# 呼伦贝尔沙地
呼伦贝尔沙地位于内蒙古东北部呼伦贝尔高原。呼伦贝尔沙地面积近1万平方千米，由于人们过度放牧，使得呼伦贝尔陈巴尔虎旗草原开始退化，演變為正在沙漠化的過程。

## 外部來源
- Peel, M C; Finlayson, B L. . Hydrology and Earth System Sciences: 1633–1644.   [30 Enero 2016]. doi:10.5194/hess-11-1633-2007. （原始内容存档于2017-12-29）.
- . NASA.   [30 Enero 2016]. （原始内容存档于2017-11-28）.